# Stalag 14th Virginia
Stalag 14th Virginia es el octavo episodio de la quinta temporada y quinquagésimo episodio a lo largo de la serie de drama y ciencia ficción de TNT Falling Skies. Fue escrito por Jack Kenny y dirigido por Noah Wyle. Fue estrenado el 16 de agosto de 2015 en Estados Unidos.
Weaver descubre la sorprendente verdad acerca de un viejo amigo; Maggie e Isabella se ven obligadas a trabajar juntos; la 2nd Mass intenta un escape.

## Argumento
Dan descubre que Katie se ha estado reuniendo con un Señor y lo asesina. Mientras tanto, Tom trata de convencer a Shelton que están luchando contra un enemigo común, sin embargo, Anne es capturada tras admitir frente a Trevor que tuvo una hija híbrida. Por otra parte, Dan recluta la ayuda de Wolf para desenmascarar a Katie pero las cosas van mal después de que Wolf es sorprendido mientras ayuda a escapar a los Mason de prisión. Tom logra huir con la ayuda de Shelton, quien es asesinado por Kagel al tratar de relevar a Katie de su cargo. En la ceremonia de ejecución, Tom y el resto de la 2nd Mass irrumpen en la base militar evitando que su familia muera. Isabella asesina a Kagel, quien intenta asesinar a Tom y Katie es asesinada por Weaver, quien descubre que ella era una clase de experimento biológico de los Espheni. Finalmente, gracias al dispositivo Espheni, Ben descubre que los Señores rinden cuentas a un ser superior a ellos y Trevor es capturado por Anthony y llevado ante Pope, a quien le revela que Tom sigue con vida.

## Elenco
| - Noah Wyle como Tom Mason. - Moon Bloodgood como Anne Glass. - Drew Roy como Hal Mason. - Connor Jessup como Ben Mason. - Maxim Knight como Matt Mason. - Colin Cunningham como John Pope. - Sarah Sanguin Carter como Maggie. - Mpho Koahu como Anthony. - Doug Jones como Cochise. - Will Patton como Daniel Weaver. | - Todd Weeks como Marty. - Daren A. Herbert como el teniente Damarcus Wolf. - Bob Frazer como el teniente Shelton. - Matt Bellefleur como el sargento Zak Kagel. - Lane Edwards como el sargento Trevor Huston. - Harrison MacDonald como el soldado Grey. - Jason McKinnon como el teniente Emmett. - Melora Hardin como Katie Marshall. - Treva Etienne como Dingaan Botha. - Catalina Sandino Moreno como Isabella. |

## Continuidad
- Pope y Anthony fueron vistos anteriormente en Non-Essential Personnel.
- Weaver descubre que Katie está coludida con los Espheni.
- Hal confiesa a Ben que ya no ama a Maggie.
- Shelton, Kagel y Katie Marshall mueren en este episodio.

- Katie revela ser un tipo de experimento biológico de los Espheni, con los recuerdos de la verdadera Katie.

- Cochise revela que los Espheni son dirigidos por una Reina.

## Recepción

### Recepción de la crítica
Chris Carabott de IGN calificó al episodio como grandioso y le otorgó una puntuación de 8.4 sobre 10, comentando: "Stalag 14th Virginia resultó ser una conclusión firme a los acontecimientos puestos en marcha la semana pasada. El énfasis en habilidades naturales como líderes tanto de Tom como de Dan en comparación con el uso de armas y la violencia para influir en sus captores humanos fue muy entretenido de ver. Todo el mundo no pudo salir ileso, por supuesto, mientras ciertas personas tuvieron que morir, pero se las arreglaron para convertir un baño de sangre en un cambio relativamente pacífica de liderazgo.".

### Recepción del público
En Estados Unidos, Stalag 14th Virginia fue visto por 1.94 millones de espectadores, recibiendo 0.4 millones de espectadores entre los 18 y 49 años, de acuerdo con Nielsen Media Research.